# Morelos de Guadalupe de Rivera
Morelos de Guadalupe de Rivera es una localidad del estado mexicano de Guanajuato. Es parte del municipio de Irapuato.

## Toponimia
El nombre «Morelos» rinde homenaje a José María Morelos, héroe de la Independencia de México.

## Demografía
| Gráfica de evolución demográfica |
|                                  |

| Censo | Población |
| ----- | --------- |
| 1940  | 69        |
| 1950  | 125       |
| 1960  | 267       |
| 1970  | 211       |
| 1980  | 426       |
| 1990  | 649       |
| 2000  | 919       |
| 2010  | 1 144     |
| 2020  | 1 214     |